# Elodina anticyra
Elodina anticyra är en fjärilsart som först beskrevs av Hans Fruhstorfer 1910.  Elodina anticyra ingår i släktet Elodina och familjen vitfjärilar. Inga underarter finns listade i Catalogue of Life.